# Impossible (Shontelle)
Impossible è un brano musicale della cantante pop e R&B statunitense Shontelle, estratto come primo singolo dal suo secondo album No Gravity. È stato pubblicato il 9 febbraio 2010 dalle etichette discografiche SRC Records e Motown Records.
Nella settimana del 26 giugno 2010 la canzone ha raggiunto la posizione #25 sulla the Billboard Hot 100, facendo di essa quella con la posizione più alta in questa classifica tra quelle di Shontelle. È poi salita alla posizione #13. Anche sulla classifica canadese la canzone ha raggiunto posizioni record per la cantante. In Europa ha avuto un discreto successo in Danimarca, dove ha raggiunto la posizione #5, e in Slovacchia, nella cui classifica è arrivata sino al numero 15.

## Cover
Tra le prime cover del brano, nel 2011, è stata quella acustica di una youtuber, Maddi Jane. Il vincitore dell'edizione del 2012 di X Factor UK, James Arthur, ha inciso una nuova cover di questo brano riportandolo alla popolarità. Il brano è stato inserito nell'omonimo EP di Lorenzo Fragola del 2014.
Il pezzo è stato inciso (2014) da Marlisa Punzalan, la vincitrice della sesta edizione di The X Factor Australia. Nello stesso anno il gruppo musicale statunitense I Am King diffonde la versione rock nei social, poi pubblicata nel 2018.
Nel 2016 anche Sam Lavery ha registrato una sua versione, già proposta per la tredicesima edizione inglese The X Factor. Nel 2017 la cantante norvegese Emelie Hollow, già esibitasi al talent show The stream (TV 2), ha inserito il brano in un album per la Universal Music AS.

## Classifiche
| Classifica (2010)      | Posizione massima |
| ---------------------- | ----------------- |
| Belgio (Fiandre)       | 70                |
| Belgio (Vallonia)      | 83                |
| Canada                 | 33                |
| Danimarca              | 5                 |
| Irlanda                | 47                |
| Norvegia               | 16                |
| Regno Unito            | 9                 |
| Repubblica Ceca        | 46                |
| Slovacchia             | 15                |
| Ungheria               | 33                |
| U.S. Billboard Hot 100 | 13                |
| U.S. Billboard Pop 100 | 9                 |